# Брајтенау (Доња Аустрија)
Брајтенау општина је у округу Нојенкихен у Аустрији, држава Доња Аустрија, у источном делу земље на око 60 km од главног града Беча. На попису становништва 2011. године, општина Брајтенау имала је 1.394 становника.

## Географија
Брајтенау се налази у индустријској четврти у Доњој Аустрији. Територија општине покрива површину од 9,56 km² од чега је 45,52% површине шумовито. У општини Брајтенау расту углавном мешовите шуме
Брајтенау је једина катастарка општина.

## Клима
Подручје Вирфлаха је део хемибореалне климатске зоне. Просечна годишња температу је 8 °C (46 °F) Најтоплији месец је јул, кад је просечна температура 20 °C (68 °F), а најхладнији је јануар са −4 °C (25 °F). Просечна годишња сума падавине је 1074 мм. Највлажнији месец је јул, са просеком од 144 мм падавина, а најсушнији је децембар са 40 мм.

## Историја
У далекој прошлости ова област је била део римске провинције Норик.

## Религија
Према подацима пописа из 2001. године 82,2% становништва су били римокатолици, 2,7% евангелисти и 4,2% муслимани. 9,7% становништва се изјаснило да нема никакву верску припадност.

## Политика
Градоначелн општине је Хелмут Мајер, заменик Роберт Квас.
Општинско веће се састоји од 15 места:
- СДПА заузима 13 места
- АНП заузима 5 места
- СПА заузима 1 место.